# Sowchos
Ein Sowchos (russisch: совхоз, советское хозяйство  anhörenⓘ (Sowchos. Sowjetskoje Chosjaistwo), Sowjetwirtschaft; auch: die Sowchose) war in der Sowjetunion ein landwirtschaftlicher Großbetrieb.

## Geschichte
Im Gegensatz zu den kollektiv bewirtschafteten Kolchosen war eine Sowchose ein Landwirtschafts-(groß-)betrieb im Staatsbesitz mit angestellten Lohnarbeitern. Ursprünglich wurden sie seit 1919 aus staatlichen und privaten landwirtschaftlichen Gütern gebildet, um den Bauern die Vorzüge der gemeinschaftlichen Wirtschaft zu demonstrieren. Später waren sie meist spezialisierte Betriebe, die Saatgut und Zuchtvieh an die Kolchosen lieferten. Häufig wurden Sowchosen auch in naturräumlich benachteiligten Gebieten errichtet, in denen das Ernterisiko recht hoch war. Die Beschäftigten erhielten in der Regel feste monatliche Löhne. Ab Mitte 1950 nahm die Zahl der Beschäftigten erheblich zu. In den 1970er Jahren produzierten die Sowchosen knapp fünfzig Prozent der agrarischen Gesamtproduktion der UdSSR.
Nach dem Zerfall der Sowjetunion brachen viele Sowchosen (und Kolchosen) zusammen oder wurden aufgelöst, weil sie wirtschaftlich unrentabel waren und weil die junge Bevölkerung in die Städte floh. Zurück blieben Kulturruinen und Landbrachen von großem Ausmaß.
In der DDR waren die Volkseigenen Güter (VEG) den Sowchosen vergleichbare Landwirtschaftsbetriebe. Den Kolchosen vergleichbar waren die Landwirtschaftlichen Produktionsgenossenschaften (LPG).